# جیسون دالی
جیسون دالی (انگلیسی: Jason Dolley؛ زادهٔ ۵ ژوئیهٔ ۱۹۹۱) هنرپیشه اهل ایالات متحده آمریکا است. وی از سال ۲۰۰۴ میلادی تاکنون مشغول فعالیت بوده‌است.
از فیلم‌ها یا برنامه‌های تلویزیونی که وی در آن نقش داشته‌است می‌توان به هوایی که تنفس می‌کنم و جسی اشاره کرد.